# Алгебра Фреше
Алгебра Фреше {\displaystyle (A,q_{n})} - комплексна топологічна алгебра, локально опуклий метризовуваний простір {\displaystyle X}, наділений структурою алгебри, причому алгебричні операції у ньому є неперервними. Напівнорми {\displaystyle q_{n}} на {\displaystyle A} породжують локально опуклу топологію на {\displaystyle X}, їх можна обрати мультиплікативно опуклими. Іншими словами, топологія на {\displaystyle X} задається деякою зліченною системою напівнорм {\displaystyle q_{j}} таких, що
{\displaystyle q_{j}(xy)\leq q_{j}(x)q_{j}(y),\quad \quad \forall x,y\in X,\,\,j=1,...,\infty .}
Тобто модуль Фреше над алгеброю {\displaystyle A} є повним метризовуваним локально опуклим простором разом із неперервним зовнішнім множенням на елементи алгебри {\displaystyle A}. Наприклад, модуль Фреше над {\displaystyle A} є локально опуклим простором, який реалізується як проективний тензорний добуток {\displaystyle A\otimes E} для декотрого метризованого простору {\displaystyle E.} Такі модулі називаються вільними. 

## Визначення
Локально опуклий простір - векторний простір, наділений локально опуклою топологією (не обов'язково хаусфордовий).  Поповнення такого простору {\displaystyle E} є поповненням асоційованого з ним локально опуклого хаусфордового простору {\displaystyle E_{sep}=E/{\bar {\{0\}}}} й позначається {\displaystyle {\tilde {E}}.}
Проективний тензорний добуок локально опуклих просторів {\displaystyle E} та {\displaystyle F} позначається {\displaystyle E\otimes _{p}F.}
Нехай {\displaystyle E} та {\displaystyle F} є хаусфордовими, тоді бази окілів нуля у просторах {\displaystyle E\otimes _{p}F} та {\displaystyle E{\hat {\otimes }}F} можуть побудованими наступним чином. Для пари множин {\displaystyle U\subset E} та {\displaystyle V\subset F} існує множина
{\displaystyle U\otimes V=\{x\otimes y\,\,|\,\,X\in U,\,y\in V\}\subset E\otimes F.}
Зрозуміло, якщо {\displaystyle U\subset E} та {\displaystyle V\subset F} є векторними просторами, то їхній тензорний добуток як множин у {\displaystyle E} та {\displaystyle F} не збігається з їхнім тензорним добутком як векторних просторів. Нехай також  {\displaystyle O(U\otimes V)}  є абсолютною оболонкою виділеної множини. Тоді якщо {\displaystyle U} пробігає яку-небудь базу абсолютно опуклих окілів нуля у {\displaystyle E}, а {\displaystyle V} - яку-небудь базу абсолютно опуклих окілів нуля у {\displaystyle F,} то множини типу {\displaystyle O(U\otimes V)} утворюють базу окілів нуля у {\displaystyle E\otimes _{p}F}, а їхнє замикання {\displaystyle {\overline {O(U\otimes V)}}} у просторі {\displaystyle E{\hat {\otimes }}F} - базу окілів нуля у {\displaystyle E{\hat {\otimes }}F}.   
Топологія на просторах {\displaystyle E\otimes _{p}F} та {\displaystyle E{\hat {\otimes }}F} визначається класом усеможливих тензорних напівнорм {\displaystyle p\otimes q,} де {\displaystyle p} пробігає довільний спрямований визначальний клас напівнорм на {\displaystyle E,} a {\displaystyle q} - на {\displaystyle F}.
Ядерне відображення - лінійний оператор {\displaystyle {\mathcal {Q}}}, який відображає один локально опуклий простір {\displaystyle E} у другий {\displaystyle F},  {\displaystyle {\mathcal {Q}}:E\rightarrow F} за умови, якщо він представляється у вигляді
{\displaystyle x\mapsto {\mathcal {Q}}x=\sum _{i=1}^{\infty }k_{i}x_{(x)}^{*}y_{i},}
де {\displaystyle \{k_{i}\}} є сумою числової послідовності, {\displaystyle \{x^{*}\}} - рівностепенево неперервна послідовність у {\displaystyle E^{*}} (спряженому до  {\displaystyle E} просторі), {\displaystyle \{y_{i}\}} - послідовність елементів повної обмеженої опуклої закругленої множини у {\displaystyle F;} значення лінійного функціоналу {\displaystyle x^{*}} на векторі {\displaystyle x} тут позначено {\displaystyle x_{(x)}^{*}.} Таким чином припускається спеціального виду апроксимація операторами скінченного рангу (тобто лінійними неперервними операторами із скінченновимірними образами) по ядерній нормі.
Простір неперервних лінійних відображень локально опуклих просторів {\displaystyle E} та {\displaystyle F} позначмо через {\displaystyle {\mathfrak {Q}}(E,F).} Для кожного локально опуклого простору {\displaystyle G} й кожного {\displaystyle u\in {\mathfrak {Q}}(E,F)} існують лінійні відображення
{\displaystyle u_{G,*}:{\mathfrak {Q}}(E,F)\rightarrow {\mathfrak {Q}}(E,F),\quad \quad {\mathfrak {q}}\mapsto u\circ {\mathfrak {q}},}
{\displaystyle u_{G}^{*}:{\mathfrak {Q}}(E,F)\rightarrow {\mathfrak {Q}}(E,F),\quad \quad {\mathfrak {q}}\mapsto {\mathfrak {q}}\circ u,}
натуральні по {\displaystyle G}. 
Нехай тепер {\displaystyle E} та {\displaystyle F} - локально опуклі простори. Для будь-яких підмножин {\displaystyle S\subset E} та {\displaystyle U\subset F}
{\displaystyle M(S,U)=\{{\mathfrak {q}}\in {\mathfrak {Q}}(E,F):{\mathfrak {q}}(S)\subset U\}.}
Якщо {\displaystyle {\mathfrak {S}}} - фіксована система обмежених підмножин простру {\displaystyle E}, то множини типу {\displaystyle M(S,U),} де {\displaystyle E} пробігає {\displaystyle {\mathfrak {S}},} а {\displaystyle U} - довільну передбазу окілів нуля у {\displaystyle F}, утворюють передбазу окілів нуля для деякої локально опуклої топології на {\displaystyle {\mathfrak {Q}}(E,F),}  яка є топологією рівномірної збіжності на елементах з {\displaystyle {\mathfrak {S}}}, що можна позначити {\displaystyle {\mathfrak {Q}}_{b}(E,F)}. Для нормованих просторів {\displaystyle E} та {\displaystyle F} топологія на такому просторі {\displaystyle {\mathfrak {Q}}_{b}(E,F)} задається звичайною операторною нормою. 
Нехай {\displaystyle E} є векторним простором, а {\displaystyle p} - напівнорма на {\displaystyle E}. Фактор-простір {\displaystyle E_{}^{0}=E/p^{-1}(0)} є нормованим простором відносно фактор-норми напівнорми {\displaystyle p}. Якщо {\displaystyle E} - топологічний векторний простір, а напівнорма {\displaystyle p} є неперервною, то відображення {\displaystyle \zeta =E\rightarrow E_{p},\,x\mapsto y+p^{-1}(0),} де {\displaystyle E_{p}} є поповненням виділеного фактор-простору, є неперервним. Пара {\displaystyle (E_{p},\zeta )} (або сам простір {\displaystyle E_{p}}) є супутнім простору {\displaystyle E} банаховим простором, який відповідає напівнормі {\displaystyle p}.
Топологічна алгебра {\displaystyle A} є наділена локально опуклою топологією, відносно якої операція добутку {\displaystyle A\times A\rightarrow A} роздільно є неперервною. Якщо {\displaystyle A} є повною, а добуток у {\displaystyle A} неперервний, то така алгебра називається {\displaystyle {\hat {\otimes }}}-алгеброю. Добуток у {\displaystyle {\hat {\otimes }}}-алгебрі {\displaystyle A} визначає неперервне лінійне відображення {\displaystyle A{\hat {\otimes }}A\rightarrow A,\,\,a\otimes b\mapsto ab.}
Напівнорма {\displaystyle ||\cdot ||} на {\displaystyle A} називається субмультиплікативною, якщо вона задовільняє умові {\displaystyle ||ab||\leq ||a||\,||b||\,\,\,\forall a,b\in A.} Топологічна алгебра {\displaystyle A} є локально {\displaystyle m}-опуклою, якщо її топологія може бути задана класом субмультиплікативних напівнорм. Повна така алгебра називається алгеброю Арнеса-Майкла. Поповнення {\displaystyle A} відносно топології, яка породжена класом субмультиплікативних норм на {\displaystyle A} називається її оболонкою Аренса-Майкла. Комутативна алгебра Фреше {\displaystyle A} як частковий випадок алгебри Аренса-Майкла є зворотною границею системи супутніх банахових алгебр, кожна з яких є поповненням за фактор-переднормою результату факторизації алгебри за ядром переднорми. Нехай у такому випадку простір {\displaystyle E} є локально опуклим і нехай є спрямований (відносно порядку {\displaystyle \prec }) клас неперервних напівнорм {\displaystyle {\mathcal {P}}} на {\displaystyle E}, який визначає його топологію. Тоді банахові простори {\displaystyle E_{p}} й відображення {\displaystyle \eta _{pq}} ({\displaystyle p} пробігає {\displaystyle {\mathcal {P}}}) утворюють зворотну систему, а відбраження {\displaystyle \eta _{p},\,\,p\in {\mathcal {P}},} визначають канонічне неперервне лінійне відображення {\displaystyle \eta :E\rightarrow \lim _{\leftarrow }(E_{o},\eta _{pq},{\mathcal {P}}),} де {\displaystyle p,q} є неперервними напівнормами на {\displaystyle E} та неперервне лінійне відображення {\displaystyle \eta _{pq}:E_{q}\rightarrow E_{p}} задовільняє співвідношенню {\displaystyle \eta _{pq}\eta _{q}=\eta _{p}.} 